# Monestier (Dordogna)
Monestier è un comune francese di 387 abitanti situato nel dipartimento della Dordogna nella regione della Nuova Aquitania.

## Società

### Evoluzione demografica
Abitanti censiti